# Život s hvězdou

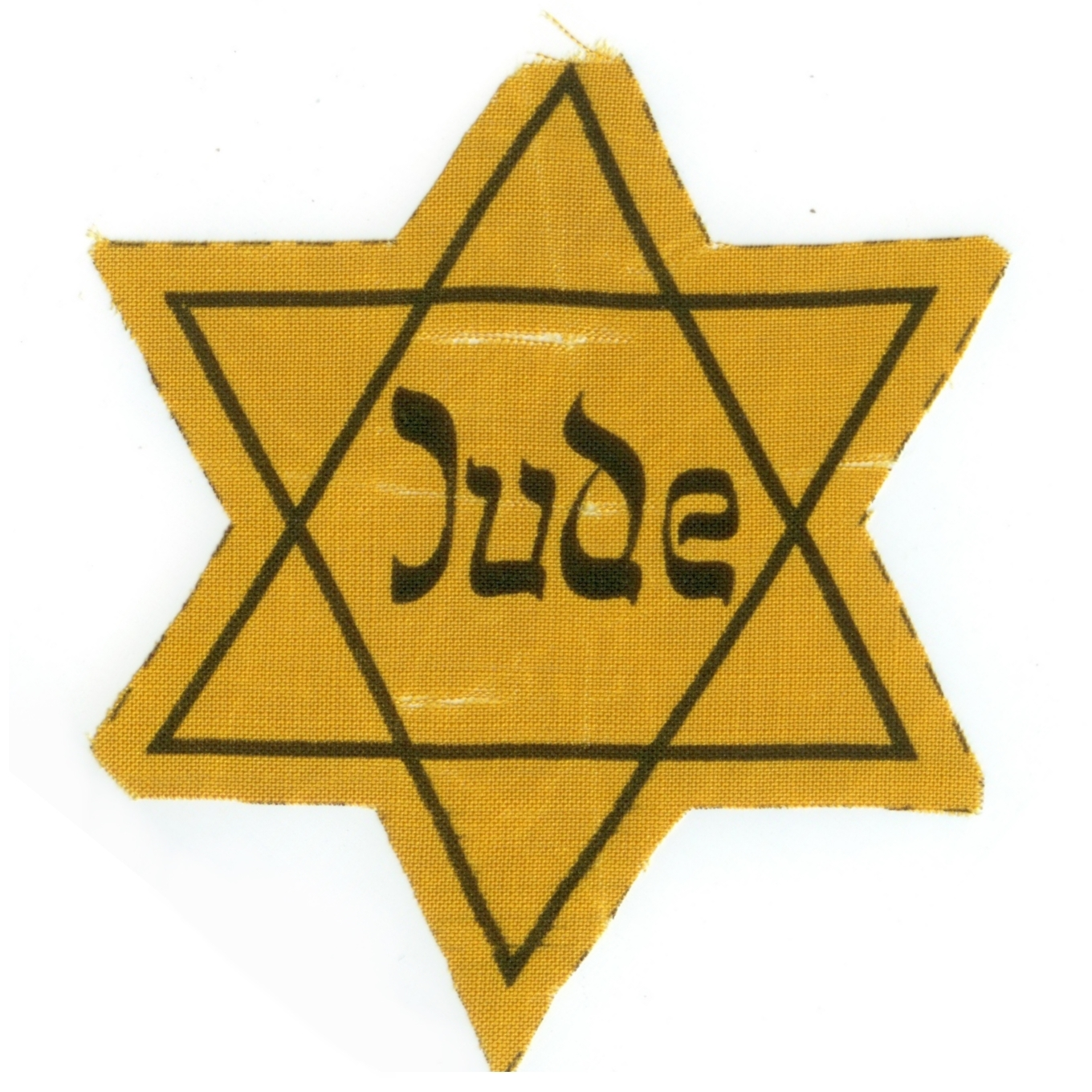
Davidova hvězda, ke které název románu odkazuje

Život s hvězdou je román Jiřího Weila, který byl poprvé vydán v roce 1949. Jedná se o autobiografický román v příběhu bankovního úředníka Josefa Roubíčka zachycuje utrpení Židů za druhé světové války. V době svého vzniku se dílo značně vymykalo oficiálním představám o literatuře, což mu vyneslo ostré odsouzení ze strany kritiky. Výrazně pozitivněji k románu přistupuje literární věda po roce 1989 a text bývá někdy označován za nejvýznamnější Weilovo dílo.

## Obsah
Román pojednává o utrpení českých Židů za nacistické okupace. Období okupace a rasové perzekuce je zachyceno pohledem prostého člověka, který bojuje s nelidskou mocí o svůj normální, obyčejný život. Hlavní postava, bankovní úředník Josef Roubíček, žijící poklidným životem průměrného člověka, se najednou ocitá v nepřátelském a nesmyslném světě fašistické hrůzovlády. Ztratí zaměstnání a je nucen k osamělému životu omezovanému stále se stupňujícími protižidovskými nařízeními. Z jeho života se stává živoření, vyplněné nouzí, strachem z povolání do transportu, jenž znamená smrt, a nostalgickými vzpomínkami na minulost, kde se nejvíce obrací na svou životní lásku Růženu. Ve stejně těžkých podmínkách žijí i ostatní, s nimiž se setkává při práci na židovském hřbitově. Společně vedou hovory nejčastěji o pokračujících transportech do pevnostního města (Terezína). Podporu a povzbuzení nachází Roubíček u dělníka Josefa Materny, jeho matky a přátel, které občas tajně navštěvuje. S pomocí Materny se nakonec vzepře nacistické smrtící mašinérii, rozhodne se nenastoupit do transportu a raději žít důstojný život v ilegalitě.
V románu autor zachytil mnoho svých zážitků z okupačních let, k autobiografickým prvkům patří například dům, v němž protagonista žije a který je založen na reálné Weilově vile v pražských Kobylisích. Příběh vypravuje prostě, věcně a bez patosu. Psychologicky analyzuje duševní stav hlavního hrdiny, jeho próza je založena na „ostrých, detailních záběrech“ a svým dokumentaristickým pohledem obnažuje deformace, které tlak totalitního režimu způsobuje u člověka. Zaměřuje se nejen na krutost pronásledování, ale zejména na jeho absurditu, a bývá proto srovnáván s Kafkovým románem Proces. Do schematické dobové produkce „dogmatického realismu“, která se pokoušela ukazovat válku pouze jako boj hrdinných odbojářů bez větších rozporů, román nezapadal a byl označován za „zhoubně existencialistický“ a „dekadentní“.

## Postavy
- Josef Roubíček je Žid, který se ocitl na hranici života a smrti. Je to obyčejný člověk, který má strach o svůj život, a proto se snaží být nenápadný. Izoluje se od okolního světa, je ovlivňován různými nařízeními týkajícími se Židů. Vše mu pomáhá překonat představa Růženy, lásky, která z jeho života už zmizela. Na rozdíl od Kafkova prokuristy K. z románu Proces se Josef Roubíček absurdnímu světu kolem sebe nepřizpůsobuje, postupně přestává nesmyslnost normalizovat a začíná se jí vymykat, „ruší legální vládu smrti“.[3]

- Růžena je láska Josefova života. Vrací se k ní ve vzpomínkách, které zobrazují krásné chvíle, které spolu prožili. Okamžik, kdy se Roubíček z tlampače dozvídá o Růženině popravě, je nejtragičtějším okamžikem děje, ale paradoxně také místem, kde dochází k definitivnímu přerodu postavy v hrdinu, který je schopen nesmyslné brutalitě vzdorovat.[4]

- Josef Materna je člověk, se kterým se Roubíček náhodou setká na kopci nad městem, od té doby mu Materna pomáhá. Je to obyčejný dělník, je energický a aktivně odporuje nacistické okupaci. Postupně změní Roubíčkův pohled na svět, a nakonec mu nabídne úkryt před transportem. Přestože je Materna koncipován jako nevzdělaný člověk, který píše s pravopisnými chybami, nenajdou se v jeho mluvě v souladu s celkovým užíváním spisovného jazyka v románu žádné prvky obecné češtiny ani slangu.[5]

- Tomáš je kocour, s nímž se protagonista postupně spřátelí a svěřuje mu své příběhy z minulosti i současné myšlenky a pocity. Nahrazuje mu kontakt s člověkem, jelikož se jako Žid musí všem lidem vyhýbat. Jeho předobrazem byla Weilova kočka jménem Skunča.[1]

- Teta a strýc jsou nepojmenované postavy, od dětství Josefa vychovávali a považují ho za jejich velkého dlužníka. Nevzniklo mezi nimi žádné rodinné pouto. Vše špatné, co se jim stane, svádí na Josefa. Za své chování se omluví až ve chvíli, kdy nastupují do transportu do Terezína. V jejich osudu, podobně jako v osudu Roubíčkova přítele Pavla a dalších postav odvezených transportem, je zobrazeno postupné stupňování represí a krutosti.[4]

## Kritika románu
Podle Růženy Grebeníčkové je metoda, kterou se vypráví, málo adaptovaná k tomu, abychom před sebou viděli příběh individua, které se přerozuje k rozhodné otázce, nakonec si volí svůj život a riskuje zápas s nepřátelskými silami. Je nezpůsobilá ke kresbě individua, k jeho duševním dramatům a duševní analýze, hledání příčin a následků, z nichž se profil a úděl hrdiny tvoří. Grebeníčková zdůrazňuje, že text je silně mluvní, že je druhem rozhovoru, který mluvící vede sám před sebou a před osobami, které si představuje. Autor podle ní nesplývá s vnitřními procesy hrdiny, neproniká do toho, co se odehrává v jeho vědomí a nevědomí, ale že vyprávění v první osobě je čistým vyprávěním, kdy mluvící sám sebe reflektuje jako mluvícího, to znamená, že mluví k sobě nebo nepřítomnému druhému jako k jedinému živému tvoru.
Miloš Pohorský se ve své analýze textu silněji zaměřuje na psychiku autora a vyjadřuje pochopení ke stylu Weilovy literatury. O románu Život s hvězdou mluví jako o jeho nejpozoruhodnějším díle. Nejvíce mu imponuje jednoduchost příběhu a scén, což dokládá na vývoji života obyčejného pana Roubíčka, nejdříve nenápadného bankovního úředníka, poté člověka uzavírajícího se v nejnuznější samotě a smířeného s vnitřními monology. Pohorský upozorňuje na to, jak se autor soustředí na přesné záznamy pocitů, ve kterých se nelítostně otiskuje nesmyslnost okupační reality. Pohorský se také věnuje dřívější kritice románu, u níž upozorňuje, že dobová atmosféra nepřipouštěla Weilovy otázky a myšlenky, protože nebyly typické, stejně jako nebyla podle dobového vymezení typická ani hlavní postava.